# Legend of the Forgotten Reign - Chapter II: The King's Rescue
Legend of the Forgotten Reign - Chapter II: The King's Rescue è il secondo album in studio del gruppo musicale power metal italiano Kaledon.

## Tracce
1. In the Time
2. The Shadow of Azrael
3. Black Sun
4. The Abduction
5. Sad Destiny
6. Valley of the Death
7. Revelation
8. Escape from the Jail
9. Home
10. The New Kingdom
11. New Soldiers for a New Army
12. Revenge
13. A Frozen Dawn
14. The Second Fall

## Formazione
- Claudio Conti - voce
- Alex Mele - chitarra
- Tommy Nemesio - chitarra
- Daniele Fuligni - tastiere
- Paolo Lezziroli - basso
- David Folchitto - batteria